# André Niklaus
André Niklaus (ur. 30 sierpnia 1981 w Berlinie) – niemiecki lekkoatleta, wieloboista.
W 2013 ogłosił zakończenie kariery sportowej.
Jego matka, Mandy Niklaus, reprezentowała NRD w szermierce.

## Osiągnięcia
- brązowy medal mistrzostw świata juniorów (Santiago 2000)
- złoto młodzieżowych mistrzostw Europy (Amsterdam 2001)
- złoto młodzieżowych mistrzostw Europy (Bydgoszcz 2003)
- złoty medal halowych mistrzostw świata (Moskwa 2006)
- 8. miejsce podczas igrzysk olimpijskich (Pekin 2008)
- złoty medalista mistrzostw Niemiec

## Rekordy życiowe
- dziesięciobój lekkoatletyczny – 8371 pkt. (2007)
- siedmiobój lekkoatletyczny – 6192 pkt. (2006)
- skok o tyczce (hala) – 5,40 (2003)